# Arnulf Holenderski
Arnulf, także Arnold, nazywany Arnulf z Gandawy (ur. ok. 951 w Hadze, zm. 18 września 993 w bitwie pod Winkel w Zachodniej Fryzji) – trzeci hrabia Holandii (zwanej wówczas Zachodnią Fryzją) z rodu Gerolfingów od 988 roku do swojej śmierci.
Był najstarszym synem Dirka II (Teodoryka II; panował 939–988) oraz Hildegardy, najprawdopodobniej córki hrabiego Flandrii Arnulfa I Wielkiego. Po raz pierwszy wymieniany jest w źródłach w 970 roku (razem ze swoimi rodzicami). Jego młodszy brat, Egbert, został w 977 biskupem Trewiru, a siostra Erlinde została mniszką.
W 983 roku Arnulf wsparł cesarza Ottona II i jego następcę Ottona III podczas ich wyprawy do Werony i Rzymu. Odkąd został hrabią w 988, poszerzył granice swojego terytorium na południe. Poczynił też donacje na rzecz klasztoru Egmond, w tym Overschie i Hillegersberg (dawne Bergan, nazwane na cześć matki Arnulfa).
Arnulf był pierwszym hrabią, który wszedł w konflikt z Zachodnią Fryzją, na której terytorium prowadził ekspansję w 993. 18 września tego roku zginął w bitwie z nimi pod Winkel w Zachodniej Fryzji. Następcą został małoletni syn Dirk, za którego regentką była wdowa po Arnulfie, wspierana też przez cesarzy Ottona III i od 1002 Henryka II Świętego, jej szwagra.

## Małżeństwo i potomstwo
W maju 980 roku ożenił się z Lutgardą Luksembursją (955 – zm. 1003 lub później), córką Zygfryda, pierwszego hrabiego Luksemburga oraz Jadwigi z Norgau. Żona od 993 do 1005 roku była regentką niepełnoletniego syna po śmierci Arnulfa. Doczekali się trójki dzieci:
- Dirka (zapewne ur. w latach 80. X w. – zm. 1039), następcy ojca od 993 jako Dirk III
- Zygfryda, zwanego Sicco (zm. 5 czerwca 1030), który miał żonę Tetburgę (nieznanego pochodzenia) i – według Kronik van Arent toe Bocop – syna Baldryka (zm. 994), od 990 biskupa Utrechtu. To pokrewieństwo wydaje się niemożliwe, skoro Zygfryd miał być młodszym synem Arnulfa, a więc urodzić się po bracie (najwcześniej w 981).
- Adeliny (Aleidy; ok. 990 – zm. ok. 1045), żony: 1) Baldwina II, hrabiego Boulogne do 1033; 2) Enguerranda I de Ponthieu (przed 1000-1045), hrabiego Montreuil i Ponthieu